# Vĩnh An (An Giang)
Vĩnh An is een xã, in het district Châu Thành, een van de Vietnamese provincie An Giang in de Mekong-delta.